# N263 (België)
De N263 is een gewestweg in België tussen Viane (N495) en Opzullik (N7). De weg heeft een lengte van ongeveer 9 kilometer.
De gehele weg bestaat uit twee rijstroken in beide rijrichtingen samen.

## Plaatsen langs N263
- Viane
- Bever
- Comijn